# Stichaeopsis nevelskoi
Stichaeopsis nevelskoi és una espècie de peix de la família dels estiquèids i de l'ordre dels perciformes.

## Hàbitat i distribució geogràfica
És un peix marí, demersal (entre 15 i 125 m de fondària) i de clima polar, el qual viu al Pacífic nord-occidental: el nord i l'oest del mar d'Okhotsk i el nord del mar del Japó a l'estret de Tatària.

## Observacions
És inofensiu per als humans.